# Орискани Фолс (Њујорк)
Орискани Фолс (енгл. Oriskany Falls) град је у америчкој савезној држави Њујорк.

## Демографија
По попису из 2010. године број становника је 732, што је 34 (4,9%) становника више него 2000. године.
| Група             | 2000.       | 2010.       |
| Белци             | 683 (97,9%) | 705 (96,3%) |
| Афроамериканци    | 4 (0,6%)    | 4 (0,5%)    |
| Азијати           | 2 (0,3%)    | 7 (1,0%)    |
| Хиспаноамериканци | 3 (0,4%)    | 4 (0,5%)    |
| Укупно            | 698         | 732         |